# 泉恒有
泉 恒有（いずみ こうゆう、1968年9月11日 - ）は、日本の財務官僚。内閣府経済安全保障推進室長。父親は元参議院議員で閣僚も務めた泉信也。

## 来歴
東京大学法学部卒業。1992年 大蔵省入省（大臣官房文書課）。一番記憶に残っていることとして、「国民福祉税」構想を挙げている。1995年 カリフォルニア大学サンディエゴ校留学。1996年7月 銀行局総務課企画係長。北海道拓殖銀行が破たん、山一証券が廃業した時には「日本経済は危機水域に達した」と感じて怖くなったという。その後は大臣官房文書課長補佐（大臣官房審議官室）、大臣官房文書課企画調整室課長補佐、財務省主計局主計企画官補佐（調整係主査）などを務める。2004年7月 主計局主計官補佐（司法・警察係主査）。警察庁、法務省、裁判所の約1兆4千億円の予算を担当。治安・テロ対策など予算を精査した。2006年7月 主税局総務課長補佐（地方税担当）兼主税局調査課。2008年2月 主税局総務課長補佐（総括）兼主税局総務課税制企画室長。2010年7月 大臣官房文書課広報室長。東日本大震災の際には、雑誌や文芸誌の編集者らと一緒になって被災者支援の企画を実施した。2011年7月 外務省在ニューヨーク総領事館領事。2014年7月 主税局総務課主税企画官兼主税局総務課社会保障・税一体改革調整室長。税制抜本改革を取り組んだ。主計局主計企画官、主計局主計官（総務、地方財政、財務担当）。担当予算で最も多い額が地方交付税である。国と地方との財政制度や地方創生の推進などを総務省や自治体関係者と議論した。2017年7月 関税局関税課長。2018年7月 大臣官房参事官（関税局関税課担当）。2019年6月 関税局総務課長。同年7月11日 関税局監視課長。同年10月31日 内閣官房内閣参事官（国家安全保障局）。2021年7月26日 大臣官房参事官兼大臣官房審議官（関税局担当）。2022年2月14日 内閣官房内閣審議官（国家安全保障局）兼内閣官房副長官補付兼内閣官房経済安全保障法制準備室長。2022年8月内閣府経済安全保障推進室長。2023年4月内閣府政策統括官 (経済安全保障担当) 。